# Cardeñosa de Volpejera
Cardeñosa de Volpejera es un municipio y localidad española de la provincia de Palencia, en la comunidad autónoma de Castilla y León. El término municipal tiene una población de 60 habitantes (INE 2024).

## Geografía
La localidad de Cardeñosa se encuentra al inicio de un pequeño valle formado por el arroyo Madre del Val que desagua 8,5 km más abajo en el río Carrión, al sur de Villoldo.
Se accede al pueblo a través de la carretera P-9611 que tanto con Paredes de Nava (9 km al sur) como con Villamuera de la Cueza (3 km al norte).
El término municipal confina con los de Villamuera de la Cueza al norte, Paredes de Nava al sur, Valle del Retortillo al suroeste, y Villanueva del Rebollar al oeste.

## Historia
A mediados del siglo XIX, la villa tenía contabilizada una población de 250 habitantes. Aparece descrita en el quinto volumen del Diccionario geográfico-estadístico-histórico de España y sus posesiones de Ultramar de Pascual Madoz de la siguiente manera:

CARDEÑOSA: v. con ayunt. en la prov. y dloc. de Palencla (5 leg.), part. jud. de Frechilla (2), aud. terr. y c. g. de Valladolid (13). sit. en un valle á la falda de una cuesta; combátenla los vientos del N. y O., el clima es frio, y las enfermedades mas camunes tercianas. Tiene 30 casas, la de ayunt. que tambien sirve de cárcel, escuela de primeras letras con la dotacion de 3 cargas de trigo de propios, 4 de los niños que á ella concurren y 120 rs.; una igl. parr. dedicada á San Juan Bautista, un cementerio á 200 pasos de la poblacion y en él una ermita con el título de Ntra. Señora de Arbas: hay tambien una abundante fuente de aguas de muy buena calidad para el consumo del vecindario. Confína el térm. N. y E. Villamuera; E. Villaverde y S. Paredes de Nava. El terreno es de mediana clase, y lo baña un pequeño arroyo que forma la fuente de que se ha hecho mérito; sobre él hay un puente de madera. Los caminos son de pueblo á pueblo y el correo se recibe de Carrion de los Condes. Prod. trigo cebada, garbanzo superior y legumbres. Pobl. 48 vec. 250 alm: cap. prod. 73,400 rs. imp. 10,504. El presupuesto municipal asciende á 200 ducados, y se cubre por repartimiento entre los vecinos.
(Madoz, 1846, pp. 555-556)

Hasta la reforma de la nomenclatura municipal de 1916 el municipio se llamaba simplemente Cardeñosa. En dicha fecha su nombre fue modificado por el de Cardeñosa de Volpejera.

## Demografía
Cuenta con una población de 60 habitantes (INE 2024).
| Gráfica de evolución demográfica de Cardeñosa de Volpejera entre 1842 y 2021 |
| |
| Población de derecho según los censos de población del INE Población de hecho según los censos de población del INEEn estos censos se denominaba Cardeñosa: 1842, 1857, 1860, 1877, 1887, 1897, 1900 y 1910 |

| 1900 | 1910 | 1920 | 1930 | 1940 | 1950 | 1960 | 1970 | 1981 | 1991 |
| 268  | 281  | 231  | 243  | 246  | 254  | 204  | 114  | 59   | 38   |

## Patrimonio

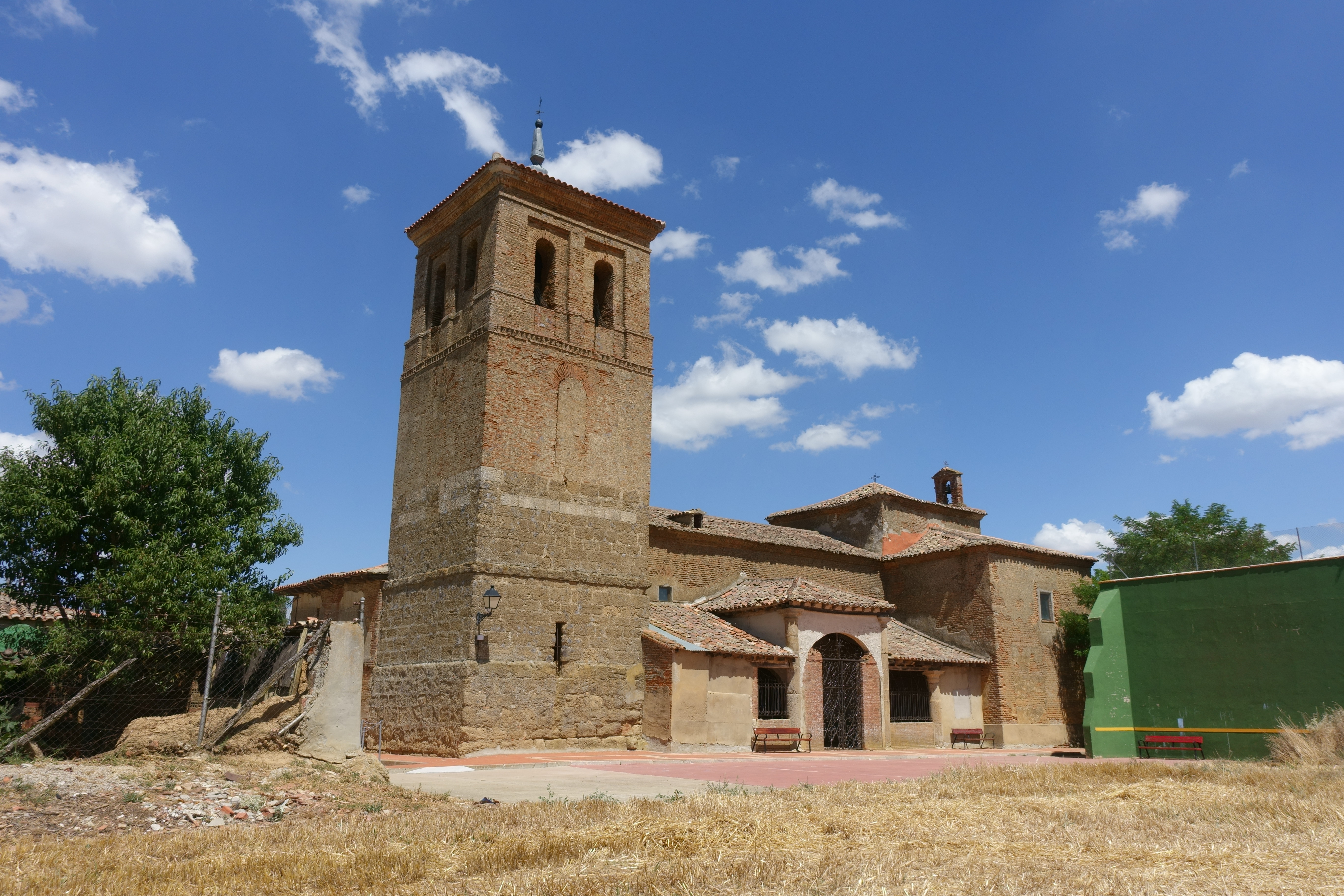
Iglesia de San Juan Bautista

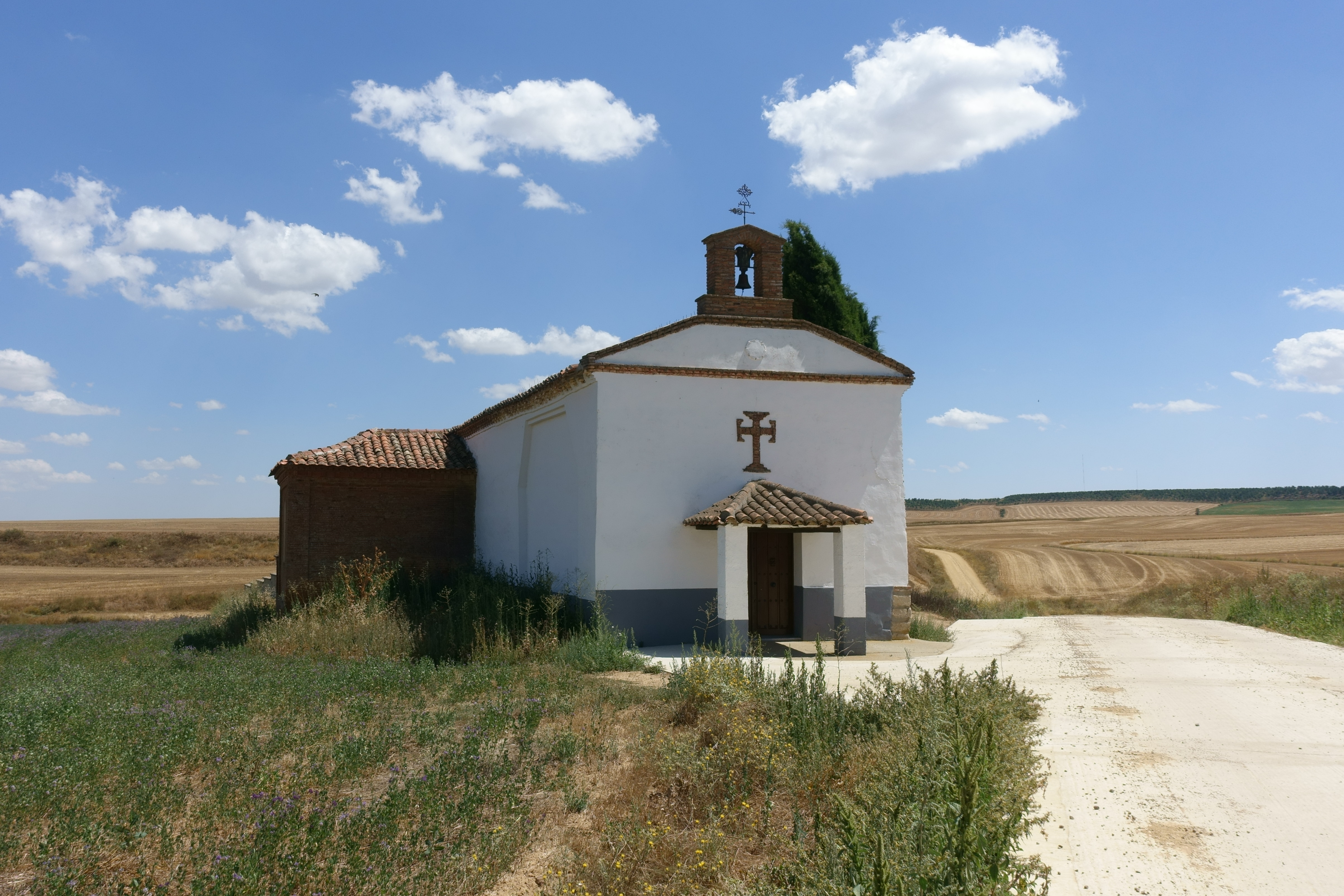
Ermita de Nuestra Señora de Arbas

En el municipio hay una iglesia parroquial bajo la advocación de San Juan Bautista y una ermita dedicada a Nuestra Señora de Arbas.